# The National Dream
The National Dream is een Canadese speelfilm uit 1974, geregisseerd door Eric Till & James Murray. De film is gebaseerd op het non-fictieboek The National Dream (1970) van Pierre Berton.

## Rolverdeling
| Acteur         | Personage           |
| -------------- | ------------------- |
| John Colicos   | Cornelius Van Horne |
| Gillie Fenwick | Alexander Mackenzie |
| William Hutt   | John A. Macdonald   |
| Joseph Shaw    | George Stephen      |
| Gerard Parkes  | Edward Blake        |
| Chris Wiggins  | Donald Smith        |
| Ted Follows    | Charles Tupper      |